# عاشورا در مراکش
روز عاشورا یا روز زمزم مناسبتی است که مردم مراکش هر ساله در دهم محرم با جشن‌هایی متفاوت از سایر کشورهای عربی و اسلامی جشن می‌گیرند و در این روز آداب و رسومی دارند که ویژگی‌های محلی خاص خود را دارد. این جشن با جشنی همراه است که به آن «لعشور» می‌گویند، که در آن تجار بزرگ منطقه به کودکان، جوانان و زنان هدایایی اهدا می‌کنند که اغلب اسباب بازی، عروسک و آلات موسیقی سنتی است. ریشهٔ جشن‌های روز عاشورا در کشورهای شمال آفریقا را کشته‌شدن حسین بن علی توسط خلافت اموی می‌دانند و امویان به مناسبت پیروزی در نبرد کربلا چنین روزی را به عنوان عید اعلان کردند. در مراکش روزهای تاسوعا و عاشورا و در الجزایر فقط روز عاشورا تعطیل رسمی می‌باشد. اقلیت شیعه در مراکش برای انجام مناسک سوگواری خود مجبور به اجتماعات پنهانی هستند و اجرای آن‌ها در انظار عمومی برایشان سخت است.

## روزعاشورا
«حق بابا عیشور» رسمی برای کودکان در تعطیلات عاشورا است که در آن کودکان با نقاب و لباس از خانه‌ای به خانهٔ دیگر می‌روند و از هرکس که در را باز کند با عبارت «حق بابا عیشور؟» درخواست آب نبات، میوه خشک یا حتی پول می‌کنند. حق بابا عیشور یکی از مهم‌ترین سنت‌های عاشورا به‌شمار می‌رود. همه کسانی که در محله ای با بچه‌های زیاد زندگی می‌کنند، شیرینی و خشکبار می‌خرند و تا رسیدن بچه‌ها برای عید آماده می‌کنند. این سنت اخیراً رایج شده است زیرا به عنوان جایگزینی برای آتش بازی در نظر گرفته می‌شود که معمولاً منجر به تلفات زیادی می‌شود.

### آداب و رسوم شهرها
مراکشی‌ها دهم محرم را روز زمزم می‌نامند و از رسوم این روز پاشیدن آب به روی یکدیگر است. اولین کسی که بیدار می‌شود به روی دیگرام آب سرد می‌پاشد و تعدادی از بچه‌ها و پسران جوان مخصوصاً در محله‌های پرطرفدار به خیابان‌ها می‌روند تا به هر کس که از آنجا رد می‌شود آب‌پاشی کنند. با سپری شدن ساعات اولیه صبح، «جنگ آب‌پاشی» به ویژه بین دوستان و همسایگان داغ می‌شود.

### آداب و رسوم بادیه نشینان
آب در این روز بین روستاییان و مردم بادیه‌نشین مراکش، از قداست خاصی برخوردار است، چرا که کشاورزان و زنان خانه‌دار با اعلام طلوع فجر و قبل از طلوع آفتاب، به اموال خود (از حمله دام و طیور خود) آب سرد می‌پاشند. در ابتدای صبح، مادران برای زودتر بیدار شدن فرزندانشان به صورت آن‌ها آب می‌پاشند، زیرا بر این باورند که طبق گفته پدربزرگ‌ها و مادربزرگ‌ها، هر کس در این روز فعال باشد، تمام سال خود را به همین ترتیب سپری می‌کند و هرکس تا دیروقت بخوابد تا خورشید طلوع کند، در بقیه سال در تنبلی فرومی‌رود. همچنین این اعتقاد وجود دارد که هر چیزی که در این روز با آب تماس داشته باشد رشد می‌کند و مورد برکت خداوند قرار می‌گیرد و هر چیزی که برخوردی با آب نداشته باشد ممکن است در همان سال از بین برود.